# Кана (Италия)
Вижте пояснителната страница за други значения на Кана.
Ка̀на (на италиански: Canna) е село и община в Южна Италия, провинция Козенца, регион Калабрия. Разположено е на 417 m надморска височина. Населението на общината е 790 души (към 2011 г.).